# Foraminitermitinae
Foraminitermitinae (лат.) — подсемейство термитов из семейства Termitidae. Около 10 видов.

## Распространение
Афротропика и Ориентальная область.

## Описание
Мелкие термиты, обитающие в почве. Первый проктодеальный сегмент увеличен. Усики имаго самок и самцов 15—16-члениковые (у солдат 13—14; но в роде Labritermes — 12), постклипеус длинный. Переднеспинка отчетливо седловидной формы (Foraminitermes, Pseudomicrotermes). Формула шпор голеней: 3-2-2. Голова с фонтанеллой. В кишечнике рабочих псевдомальпигиев узел присутствует; мальпигиевые трубочки неспаренные.

## Систематика
Подсемейство включает 3 рода и около 10 видов. Ранее роды этой группы рассматривались в составе других подсемейств: Foraminitermes в составе Cubitermitinae, Labritermes в составе Amitermitinae. Однако в дальнейшем было показано, что эти роды родственны, и они были выделены в монофилетическую кладу в составе Termitidae (Engel и др., 2009 год; Krishna и др., 2013 год).
- Foraminitermes Holmgren 1912 — 6 видов (Афротропика)
  - Foraminitermes coatoni  Krishna, 1963
  - Foraminitermes corniferus  (Sjöstedt, 1905)[7]
  - Foraminitermes harrisi  Krishna, 1963
  - Foraminitermes rhinoceros  (Sjöstedt, 1905)
  - Foraminitermes tubifrons  Holmgren, 1912
  - Foraminitermes valens  (Silvestri, 1914)
- Labritermes  Holmgren 1914 — 3 вида (Индонезия, Малайзия, Сингапур)
  - Labritermes buttelreepeni  Holmgren, 1914
  - Labritermes emersoni  Krishna and Adams, 1982[8]
  - Labritermes kistneri  Krishna and Adams, 1982
- Pseudomicrotermes  Holmgren, 1912 — 1 вид (Афротропика)
  - Pseudomicrotermes alboniger  (Wasmann, 1911)
    - =Microtermes alboniger